# Wolfgang Treichl
Wolfgang Treichl (* 20. Juni 1915 in Wien; † vermutlich 12. Oktober 1944 in Tolmezzo) war Angehöriger der österreichischen Großbürgerfamilie Treichl und starb als Widerstandskämpfer gegen das NS-Regime.
Treichl war als deutscher Offizier des Afrikakorps in britische Kriegsgefangenschaft geraten. Als unbedingter Gegner des NS-Regimes schloss er sich einer hinter den deutschen Linien kämpfenden britischen Spezialeinheit an. Laut den Erinnerungen von Patrick Martin-Smith kam er bei einem missglückten Absprung von vier SOE-Agenten (einer von ihnen war Wolfgang Treichl, Deckname Taggert). in Friaul am 12. Oktober 1944 ums Leben. Die vier Männer landeten statt bei den Partisanen in Tramonti direkt über einer deutschen Einheit in Tolmezzo.